# Премія Гільдії кіноакторів

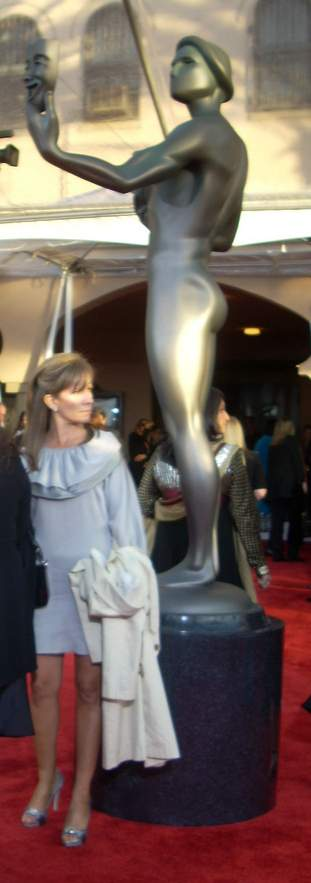
Статуетка «Актор»

Премія Гільдії кіноакторів (англ. Screen Actor Guild Awards; SAG Awards) — американська кінопремія, яку присуджує Гільдія кіноакторів США з 1995 року за кінофільми й телевізійні серіали. Премія є однією з найпрестижніших у світі кіноіндустрії. Бронзовою статуеткою «Актор», висота якої 41 сантиметр і вага понад 5 кілограмів, нагороджують акторів (каскадерів) за заслуги в галузі кінематографа. Лідерами за кількістю нагород є Джулія Луї-Дрейфус (9 нагород) і Алек Болдвін (8 нагород).

## Номінації премії Гільдії кіноакторів
Ігрове кіно
- Найкраща жіноча роль
- Найкраща чоловіча роль
- Найкраща жіноча роль другого плану
- Найкраща чоловіча роль другого плану
- Найкращий акторський склад в ігровому кіно
- Найкращий каскадерський ансамбль в ігровому кіно  (з 2008 року)

Телевізійні серіали
- Найкраща жіноча роль у телефільмі або мінісеріалі
- Найкраща чоловіча роль у телефільмі або мінісеріалі
- Найкраща жіноча роль у драматичному серіалі
- Найкраща чоловіча роль у драматичному серіалі
- Найкращий акторський склад у драматичному серіалі
- Найкраща жіноча роль у комедійному серіалі
- Найкраща чоловіча роль у комедійному серіалі
- Найкращий акторський склад у комедійному серіалі
- Найкращий каскадерський ансамбль у телесеріалі  (з 2008 року)

Спеціальна номінація
- Премія за внесок у кінематограф

## Статистика

### Актриси
| Кількість перемог | Актриси             | Ігрове кіно        | Ігрове кіно        | Ігрове кіно      | Ігрове кіно         | Телевізійні серіали | Телевізійні серіали | Телевізійні серіали      | Телевізійні серіали        | Телевізійні серіали      | Телевізійні серіали |
| Кількість перемог | Актриси             | роль першого плану | роль другого плану | акторський склад | Кількість номінацій | драматичний серіал  | комедійний серіал   | акторський склад — драма | акторський склад — комедія | телефільм або мінісеріал | Кількість номінацій |
| ----------------- | ------------------- | ------------------ | ------------------ | ---------------- | ------------------- | ------------------- | ------------------- | ------------------------ | -------------------------- | ------------------------ | ------------------- |
| 8                 | Джуліанна Маргуліс  |                    |                    |                  | 0                   | 4                   |                     | 4                        |                            |                          | 8                   |
| 6                 | Еллісон Дженні      |                    |                    | 2                | 2                   | 2                   |                     | 2                        |                            |                          | 4                   |
| 5                 | Еді Фалко           |                    |                    |                  | 0                   | 3                   |                     | 2                        |                            |                          | 5                   |
| 5                 | Тіна Фей            |                    |                    |                  | 0                   |                     | 4                   |                          | 1                          |                          | 5                   |
| 5                 | Джулія Луїс-Дрейфус |                    |                    |                  | 0                   |                     | 2                   |                          | 3                          |                          | 5                   |
| 4                 | Келлі Макдональд    |                    |                    | 2                | 2                   |                     |                     | 2                        |                            |                          | 2                   |
| 4                 | Гелен Міррен        | 1                  | 1                  | 1                | 3                   |                     |                     |                          |                            | 1                        | 1                   |
| 4                 | Меган Маллаллі      |                    |                    |                  | 0                   |                     | 3                   |                          | 1                          |                          | 4                   |
| 4                 | Глорія Рубен        |                    |                    |                  | 0                   |                     |                     | 4                        |                            |                          | 4                   |

### Актори
| Кількість перемог | Актори             | Ігрове кіно        | Ігрове кіно        | Ігрове кіно      | Ігрове кіно         | Телевізійні серіали | Телевізійні серіали | Телевізійні серіали      | Телевізійні серіали        | Телевізійні серіали      | Телевізійні серіали |
| Кількість перемог | Актори             | роль першого плану | роль другого плану | акторський склад | Кількість номінацій | драматичний серіал  | комедійний серіал   | акторський склад — драма | акторський склад — комедія | телефільм або мінісеріал | Кількість номінацій |
| ----------------- | ------------------ | ------------------ | ------------------ | ---------------- | ------------------- | ------------------- | ------------------- | ------------------------ | -------------------------- | ------------------------ | ------------------- |
| 8                 | Алек Болдвін       |                    |                    |                  | 0                   |                     | 7                   |                          | 1                          |                          | 8                   |
| 6                 | Ентоні Едвардс     |                    |                    |                  | 0                   | 2                   |                     | 4                        |                            |                          | 6                   |
| 5                 | Джеймс Гандолфіні  |                    |                    |                  | 0                   | 3                   |                     | 2                        |                            |                          | 5                   |
| 4                 | Джейсон Александер |                    |                    |                  | 0                   |                     | 1                   |                          | 3                          |                          | 4                   |
| 4                 | Стів Бушемі        |                    |                    |                  | 0                   | 2                   |                     | 2                        |                            |                          | 2                   |
| 4                 | Джордж Клуні       |                    |                    |                  | 0                   |                     |                     | 4                        |                            |                          | 4                   |
| 4                 | Пол Джаматті       |                    | 1                  | 1                | 2                   |                     |                     |                          |                            | 2                        | 2                   |
| 4                 | Шон Хейс           |                    |                    |                  | 0                   |                     | 3                   |                          | 1                          |                          | 4                   |
| 4                 | Ерік Ла Саль       |                    |                    |                  | 0                   |                     |                     | 4                        |                            |                          | 4                   |
| 4                 | Джеффрі Раш        | 1                  |                    | 2                | 3                   |                     |                     |                          |                            | 1                        | 1                   |
| 4                 | Мартін Шин         |                    |                    |                  | 0                   | 2                   |                     | 2                        |                            |                          | 4                   |
| 4                 | Ноа Вайлі          |                    |                    |                  | 0                   |                     |                     | 4                        |                            |                          | 4                   |